# Daniela Pes
Daniela Pes   (Tempio Pausania, 1992) és una cantautora sarda.

## Biografia
L'any 2016 es va graduar en cant jazz al Conservatori Luigi Canepa de Sàsser. Amb Dora Scapolatempore funda The Dalthes, un duet d'arpa i veu que reinterpreta en clau electrònica diversos repertoris de jazz, i amb el qual actua el 2016 a l'Harp Festival de Rio de Janeiro.
Enceta la seva carrera en solitari musicalitzant els poemes en gal·lurès de Gavino Pes, un sacerdot del segle XVIII de la seva mateixa ciutat, i l'any 2017 participa al Premi Andrea Parodi, del qual es proclama guanyadora amb el primer premi i el premi de la crítica.
El 2018 participa al Festival Musicultura, en què obté el premi a la millor música i també el premi NuovoImaie.
El 14 d'abril del 2023 publica el seu primer àlbum d'estudi, anomenat Spira, amb la producció de Iosonouncane, i amb el qual guanya el premi Tenco al millor primer treball. L'àlbum va acompanyat per una gira a diverses localitats de l'Estat italià. L'octubre del 2023 és convidada al programa de televisió Via dei Matti nº0 emès a Rai 3.
El mateix any participa en diversos concerts de Vinicio Capossela.

## Discografia
Àlbums d'estudi
- 2023 – Spira

## Reconeixements
- 2017 - Premi Andrea Parodi[10]
- 2018 - Musicultura[11]
  - Premi Siae
  - Premi Nuovo Imaie
- 2023 - Premi Tenco - Millor Opera Prima[12]
- 2023 - Premi Navicella Sardenya[13]
- 2023 - Premis Rockol
  - Millor artista emergent
  - Premi TicketSms[14]
- 2023 - Premi Lucio Dalla[15]